# Eparquía de Emdeber
La eparquía de Emdeber (en latín: Eparchia Emdeberen(sis)) es una circunscripción eclesiástica etiópica de la Iglesia católica en Etiopía, sufragánea de la archieparquía de Adís Abeba. La eparquía tiene al obispo Musie Ghebreghiorghis, O.F.M.Cap. como su ordinario desde el 25 de noviembre de 2003. 

## Territorio y organización
La eparquía tiene 10 700 km² y extiende su jurisdicción sobre los fieles católicos de rito alejandrino etiópico residentes en la zona de Gurage en la región de las Naciones, Nacionalidades y Pueblos del Sur y en parte del woreda de Waliso en la zona de Shewa Sudoccidental de la región de Oromía.
La sede de la eparquía se encuentra en la ciudad de Emdibir (o Emdeber), en donde se halla la Catedral de San Antonio.
En 2019 en la eparquía existían 37 parroquias:
- Nuestra Señora de Lourdes, en Attat
- Medhane Alem, en Awiyate
- Santísima Trinidad, en Dakuna
- San José, en Debretie
- San Antonio, en Emdibir
- San Francisco de Asís, en Maganasse
- Santa María, en Kulit
- San Marcos, en Nadena
- Kidane Meheret, en Gur Astopo
- San Esteban, en Shebraber
- San Miguel, en Abeshge
- San Gabriel, en Woliso

## Historia
La prefectura apostólica en Endeber fue erigida con territorios separados del vicariato apostólico de Gimma (hoy vicariato apostólico de Nekemte) el 13 de febrero de 1940, pero fue suprimida el 20 de febrero de 1961. 
La eparquía de Emdeber fue erigida el 25 de noviembre de 2003 mediante la bula Ad universae incrementum del papa Juan Pablo II, separando territorio de la archieparquía de Adís Abeba.

Ad universae incrementum Ecclesiae fovendum necnon singulariter iugem omnium Aethiopum Christifidelium spiritalem profectum, Nobis, beati Petri successoribus de Dominico grege sollicitis, de consilio Congregationis pro Ecclesiis Orientalibus, visum est peramplam archieparchiam metropolitanam Neanthopolitanam dividere ut ex eadem nova constituatur eparehia. Summa igitur Apostolica Nostra potestate sequentia decernimus. Quodam detracto territorio a memorata archieparchia, novam constituimus eparchiam Emdeberensem, cuius sedem in urbe «Emdeber» poni iubemus, cunctis factis propriis iuribus atque obligationibus. Ut eadem eparchia archieparchiae metropolitanae Nanthopolitanae suffraganea subdatur statuimus necnon regionem complectatur quae e territoriis Gurageano, vulgo Gurage Zone dicto sitoque in Regione Nationum Meridionalium lNationalitatum, atque Vollisoano vulgo Wolliso Zone dicto sitoque in regione Ornomiana, vulgo Ornomia Region dicta, constat. Haec omnia reliquaque secundum normas Codicis Canonum Ecclesiarum Orientalium temperentur. Insuper de eodem absoluto negotio sueta documenta exarentur et ad dictam Congregationem mittantur. Quae decrevimus denique nunc et in posterum rata esse volumus, contrariis quibuscumque rebus nihil obstantibus.

## Estadísticas
De acuerdo al Anuario Pontificio 2020 la eparquía tenía a fines de 2019 un total de 17 590 fieles bautizados.
| Año                                                                             | Población            | Población | Población      | Sacerdotes | Sacerdotes    | Sacerdotes    | Bautizados por sacerdote | Diáconos permanentes | Religiosos | Religiosos | Parroquias |
| Año                                                                             | Bautizados católicos | Total     | % de católicos | Total      | Clero secular | Clero regular | Bautizados por sacerdote | Diáconos permanentes | Varones    | Mujeres    | Parroquias |
| ------------------------------------------------------------------------------- | -------------------- | --------- | -------------- | ---------- | ------------- | ------------- | ------------------------ | -------------------- | ---------- | ---------- | ---------- |
| 2003                                                                            | 18 476               | ?         | ?              | 22         | 16            | 6             | 839                      |                      |            |            | 14         |
| 2004                                                                            | 24 000               | 6 000     | 0.4            | 18         | 12            | 6             | 1333                     |                      | 6          | 25         | 25         |
| 2006                                                                            | 18 850               | 3 085 000 | 0.6            | 15         | 11            | 4             | 1256                     |                      | 4          | 36         | 24         |
| 2007                                                                            | 19 000               | 3 171 000 | 0.6            | 16         | 12            | 4             | 1187                     | 1                    | 4          | 27         | 24         |
| 2009                                                                            | 214 000              | 3 345 000 | 6.4            | 22         | 17            | 5             | 9727                     |                      | 5          | 35         | 24         |
| 2010                                                                            | 219 580              | 3 432 216 | 6.4            | 23         | 18            | 5             | 9546                     |                      | 5          | 44         | 24         |
| 2013                                                                            | 17 196               | 3 719 000 | 0.5            | 29         | 22            | 7             | 592                      |                      | 7          | 67         | 24         |
| 2016                                                                            | 20 000               | 4 000     | 0.5            | 26         | 15            | 11            | 769                      |                      | 11         | 30         | 23         |
| 2019                                                                            | 17 590               | 4 125 485 | 0.4            | 30         | 19            | 11            | 586                      |                      | 11         | 68         | 37         |
| Fuente: Catholic-Hierarchy, que a su vez toma los datos del Anuario Pontificio. |                      |           |                |            |               |               |                          |                      |            |            |            |

## Episcopologio
- Musie Ghebreghiorghis, O.F.M.Cap., desde el 25 de noviembre de 2003[4]